# 八尾小長谷テレビ中継局
八尾小長谷テレビ中継局（やつおこながたにテレビちゅうけいきょく）は、かつて富山県富山市に置かれていたテレビ中継局。

## 概要
当テレビ中継局は、富山市八尾町天満町の別荘山麓に置かれ、該当地区へ電波を発射していた。

## 送信施設
| 放送局名               | チャンネル | 空中線電力         | ERP                 | 放送対象 地域 | 放送区域 内世帯数 | 偏波面   | 開局日          |
| ---------------------- | ---------- | ------------------ | ------------------- | ------------- | ----------------- | -------- | --------------- |
| TUT チューリップテレビ | 53ch       | 映像100mW/音声25mW | 映像930mW/音声230mW | 富山県        | 170世帯           | 水平偏波 | 1993年 12月17日 |
| BBT< 富山テレビ放送    | 55ch       | 映像100mW/音声25mW | 映像930mW/音声230mW | 富山県        | 170世帯           | 水平偏波 | 1980年 11月29日 |
| KNB 北日本放送         | 57ch       | 映像100mW/音声25mW | 映像930mW/音声230mW | 富山県        | 170世帯           | 水平偏波 | 1980年 11月29日 |
| NHK 富山総合テレビ     | 59ch       | 映像100mW/音声25mW | 映像930mW/音声230mW | 富山県        | 170世帯           | 水平偏波 | 1980年 11月29日 |
| NHK 富山教育テレビ     | 61ch       | 映像100mW/音声25mW | 映像930mW/音声230mW | 全国放送      | 170世帯           | 水平偏波 | 1980年 11月29日 |

- 地上デジタル放送については置局されず、2011年7月24日24時の完全停波をもって当テレビ中継局は廃止された。
- なお、地上デジタル放送については、富山送信所からの電波を受信する[3]。